# Liste der Nationalrekorde im Hochsprung der Frauen
Der Hochsprung ist eine Sprungdisziplin, die bei Olympischen Spielen oder Leichtathletik-Weltmeisterschaften ausgetragen wird. Die Disziplin wird seit 1928 bei den Frauen als olympische Disziplin durchgeführt und ist auch Bestandteil des Siebenkampfes.
In der Liste sind sowohl Länder, die Mitglieder der Vereinten Nationen sind, als auch Länder die offiziell zu einem Staat hinzugehören, aber ein eigenes Komitee beim Weltleichtathletikverband World Athletics haben. Dabei handelt es sich zum Beispiel um Überseegebiete von Frankreich oder Großbritannien, sowie um Autonome Provinzen, wie beispielsweise Hongkong.
Die einzelnen Kontinentalrekorde sind blau hinterlegt, der Weltrekord von Jaroslawa Mahutschich ist golden gefärbt.
Die Liste zeigt jeweils nur die im Freien am höchsten gesprungene Sprünge eines Landes, dies dient aber nicht dem Überblick, der Anzahl an besten Springerinnen. (Siehe Hochsprung, Weltbestenliste).

## Liste
| Staat                          | Flagge                         | Name                      | Höhe   | Ort                        | Datum              | Quelle                                                                    |
| ------------------------------ | ------------------------------ | ------------------------- | ------ | -------------------------- | ------------------ | ------------------------------------------------------------------------- |
| Afghanistan                    | Afghanistan                    | Asma Mohammadi            | 1,88 m | Rjukan                     | 22. September 2016 |                                                                           |
| Ägypten                        | Agypten                        | Basant Hassan             | 1,82 m | Kairo                      | 13. April 2016     | Basant Hassan in der Datenbank von World Athletics (englisch)             |
| Albanien                       | Albanien                       | Klodeta Gjini             | 1,92 m | Tirana                     | 22. August 1989    | Klodeta Gjini in der Datenbank von World Athletics (englisch)             |
| Algerien                       | Algerien                       | Sarah Bouaoudia           | 1,85 m | Almería                    | 1. Juli 2005       | Sarah Bouaoudia in der Datenbank von World Athletics (englisch)           |
| Amerikanisch-Samoa             | Samoa Amerikanisch             |                           |        |                            |                    |                                                                           |
| Amerikanische Jungferninseln   | Jungferninseln Amerikanische   | Yashira Rhymer-Stuart     | 1,81 m | Bowling Green              | 6. April 2019      | Yashira Rhymer-Stuart in der Datenbank von World Athletics (englisch)     |
| Andorra                        | Andorra                        | Margarida Moreno          | 1,83 m | Monzón                     | 1. Juni 1991       | Margarida Moreno in der Datenbank von World Athletics (englisch)          |
| Angola                         | Angola                         | Xenia Fortes              | 1,65 m | Viseu                      | 25. April 1996     | [ 1 ]                                                                     |
| Anguilla                       | Anguilla                       | Shinelle Proctor          | 1,77 m | Columbia                   | 11. April 2014     | Shinelle Proctor in der Datenbank von World Athletics (englisch)          |
| Antigua & Barbuda              | Antigua und Barbuda            | Priscilla Frederick       | 1,91 m | Toronto                    | 22. Juli 2015      | Priscilla Frederick in der Datenbank von World Athletics (englisch)       |
| Äquatorialguinea               | Äquatorialguinea               | Fatoumata Balley          | 1,76 m | Amiens                     | 3. Juli 2019       | [ 2 ]                                                                     |
| Argentinien                    | Argentinien                    | Solange Witteveen         | 1,96 m | Oristano                   | 8. September 1997  | Solange Witteveen in der Datenbank von World Athletics (englisch)         |
| Armenien                       | Armenien                       | Olga Vichuzhanina         | 1,80 m | Jerewan                    | 20. Juni 1983      | [ 3 ]                                                                     |
| Armenien                       | Armenien                       | Zhanna Zutlevitseh        | 1,80 m | Jerewan                    | 20. September 1984 | [ 4 ]                                                                     |
| Aruba                          | Aruba                          | Jessica Pina              | 1,56 m | Kingston                   | 7. April 1996      | [ 5 ]                                                                     |
| Aserbaidschan                  | Aserbaidschan                  | Nina Brintsewa            | 1,80 m | Baku                       | 15. Mai 1969       | [ 6 ]                                                                     |
| Äthiopien                      | Athiopien                      | Ariyat Dibow Ubang        | 1,81 m | Rabat                      | 27. August 2019    | Ariyat Dibow Ubang in der Datenbank von World Athletics (englisch)        |
| Australien                     | Australien                     | Nicola Olyslagers         | 2,03 m | Eugene                     | 17. September 2023 | Nicola Olyslagers in der Datenbank von World Athletics (englisch)         |
| Bahamas                        | Bahamas                        | Saniel Atkinson-Grier     | 1,81 m | Kingston                   | 1. Juli 2012       | Saniel Atkinson-Grier in der Datenbank von World Athletics (englisch)     |
| Bahrain                        | Bahrain                        | Maryam al-Ansari          | 1,70 m | Manama                     | 9. März 2013       | [ 7 ]                                                                     |
| Bangladesch                    | Bangladesch                    | Most Ritu Akhtar          | 1,75 m | Dhaka                      | 23. Dezember 2022  | Most Ritu Akhtar in der Datenbank von World Athletics (englisch)          |
| Barbados                       | Barbados                       | Akela Jones               | 1,95 m | Azusa                      | 13. April 2016     | Akela Jones in der Datenbank von World Athletics (englisch)               |
| Belarus                        | Belarus                        | Tazzjana Scheutschyk      | 2,00 m | Gomel                      | 14. Mai 1993       | Tazzjana Scheutschyk in der Datenbank von World Athletics (englisch)      |
| Belarus                        | Belarus                        | Karyna Dsjamidsik         | 2,00 m | Lausanne                   | 5. Juli 2019       | Karyna Dsjamidsik in der Datenbank von World Athletics (englisch)         |
| Belgien                        | Belgien                        | Tia Hellebaut             | 2,05 m | Peking                     | 23. August 2008    | Tia Hellebaut in der Datenbank von World Athletics (englisch)             |
| Belize                         | Belize                         | Katy Sealy                | 1,73 m | Guatemala-Stadt            | 13. Juli 2018      | Katy Sealy in der Datenbank von World Athletics (englisch)                |
| Benin                          | Benin                          | Odile Ahouanwanou         | 1,79 m | Accra                      | 20. März 2024      | Odile Ahouanwanou in der Datenbank von World Athletics (englisch)         |
| Bermuda                        | Bermuda                        | Sakari Famous             | 1,84 m | Bloomington                | 28. Mai 2022       | Sakari Famous in der Datenbank von World Athletics (englisch)             |
| Bhutan                         | Bhutan                         | Pema Lhamo                | 1,57 m |                            | 1. Januar 1997     | [ 8 ]                                                                     |
| Bolivien                       | Bolivien                       | Carla Ríos                | 1,75 m | Cochabamba                 | 14. Januar 2024    | Carla Ríos in der Datenbank von World Athletics (englisch)                |
| Bosnien und Herzegowina        | Bosnien und Herzegowina        | Lamija Pasalic            | 1,75 m | Pitești                    | 27. Juli 2014      | [ 9 ]                                                                     |
| Botswana                       | Botswana                       | Martha Nthshambiwe        | 1,69 m | Molepolole                 | 12. Juni 2010      |                                                                           |
| Brasilien                      | Brasilien                      | Orlane dos Santos         | 1,92 m | Bogota                     | 11. August 1989    | Orlane dos Santos in der Datenbank von World Athletics (englisch)         |
| Brasilien                      | Brasilien                      | Valdiléia Martins         | 1,92 m | Paris                      | 2. August 2024     | Valdiléia Martins in der Datenbank von World Athletics (englisch)         |
| Britische Jungferninseln       | Jungferninseln Britische       | Jah'kyla Morton           | 1,74 m | San José                   | 23. Juli 2023      | Jah'kyla Morton in der Datenbank von World Athletics (englisch)           |
| Brunei                         | Brunei                         | Alinawati Ali Akbar       | 1,60 m | Manila                     | 18. April 1999     | [ 10 ]                                                                    |
| Bulgarien                      | Bulgarien                      | Stefka Kostadinowa        | 2,09 m | Rom                        | 30. August 1987    | Stefka Kostadinowa in der Datenbank von World Athletics (englisch)        |
| Burkina Faso                   | Burkina Faso                   | Irène Tiendrébéogo        | 1,94 m | Niort                      | 1. August 1999     | Irène Tiendrébéogo in der Datenbank von World Athletics (englisch)        |
| Burundi                        | Burundi                        |                           |        |                            |                    |                                                                           |
| Cayman Islands                 | Cayman Islands                 | Ashleigh Nalty            | 1,75 m | Hamilton                   | 17. Juli 2013      | Ashleigh Nalty in der Datenbank von World Athletics (englisch)            |
| Chile                          | Chile                          | Alejandra Chomali         | 1,80 m | Santiago de Chile          | 28. August 1994    | [ 11 ]                                                                    |
| Chile                          | Chile                          | Kerstin Weiss             | 1,80 m | Cochabamba                 | 3. Juni 2001       | Kerstin Weiss in der Datenbank von World Athletics (englisch)             |
| Republik China (Taiwan)        | Taiwan                         | Li Ching-ching            | 1,90 m | Taipeh                     | 18. Oktober 2021   | Li Ching-ching in der Datenbank von World Athletics (englisch)            |
| Volksrepublik China            | China Volksrepublik            | Ling Jin                  | 1,97 m | Hamamatsu                  | 7. Mai 1989        | Ling Jin in der Datenbank von World Athletics (englisch)                  |
| Cookinseln                     | Cookinseln                     | Vicki Keil                | 1,67 m | Avarua                     | 3. Juni 1991       | [ 12 ]                                                                    |
| Costa Rica                     | Costa Rica                     | Abigail Obando            | 1,78 m | San José                   | 6. Mai 2023        | Abigail Obando in der Datenbank von World Athletics (englisch)            |
| Dänemark                       | Danemark                       | Pia Zinck                 | 1,94 m | Athen                      | 8. August 1997     | Pia Zinck in der Datenbank von World Athletics (englisch)                 |
| Deutschland                    | Deutschland                    | Ariane Friedrich          | 2,06 m | Berlin                     | 14. Juni 2009      | Ariane Friedrich in der Datenbank von World Athletics (englisch)          |
| Dominica                       | Dominica                       | Thea LaFond               | 1,85 m | Gainesville                | 3. April 2015      | Thea LaFond in der Datenbank von World Athletics (englisch)               |
| Dominikanische Republik        | Dominikanische Republik        | Juana Rosario Arrendel    | 1,97 m | San Salvador               | 2. Dezember 2002   | Juana Rosario Arrendel in der Datenbank von World Athletics (englisch)    |
| Dschibuti                      | Dschibuti                      | Saada Darar               | 1,20 m | Dschibuti                  | 22. September 1980 | [ 13 ]                                                                    |
| Dschibuti                      | Dschibuti                      | Hayat Moussa              | 1,20 m | Dschibuti                  | 14. Juni 2002      | [ 14 ]                                                                    |
| Ecuador                        | Ecuador                        | Joyce Micolta             | 1,84 m | Quito                      | 17. Juni 2023      | Joyce Micolta in der Datenbank von World Athletics (englisch)             |
| El Salvador                    | El Salvador                    | Gabriela Carrillo         | 1,74 m | San Salvador               | 17. März 2007      | Gabriela Carrillo in der Datenbank von World Athletics (englisch)         |
| El Salvador                    | El Salvador                    | Ana Isabella González     | 1,74 m | San José                   | 26. Juni 2021      | Ana Isabella González in der Datenbank von World Athletics (englisch)     |
| Elfenbeinküste                 | Elfenbeinküste                 | Lucienne N’Da             | 1,95 m | Belle Vue                  | 28. Juni 1992      | Lucienne N’Da in der Datenbank von World Athletics (englisch)             |
| Eritrea                        | Eritrea                        | Hayat Abdelkadir          | 1,51 m | Asmara                     | 1. Juni 1999       | [ 15 ]                                                                    |
| Estland                        | Estland                        | Anna Iljuštšenko          | 1,96 m | Viljandi                   | 9. August 2011     | Anna Iljuštšenko in der Datenbank von World Athletics (englisch)          |
| Estland                        | Estland                        | Karmen Bruus              | 1,96 m | Eugene                     | 19. Juli 2022      | Karmen Bruus in der Datenbank von World Athletics (englisch)              |
| Eswatini                       | Eswatini                       | Erika Nonhlanhla Seyama   | 1,80 m | Pretoria                   | 11. März 2017      | Erika Nonhlanhla Seyama in der Datenbank von World Athletics (englisch)   |
| Fidschi                        | Fidschi                        | Mereani White             | 1,70 m | Pirae                      | 17. August 1995    | [ 16 ]                                                                    |
| Finnland                       | Finnland                       | Ella Junnila              | 1,97 m | Turku                      | 18. Juni 2024      | Ella Junnila in der Datenbank von World Athletics (englisch)              |
| Frankreich                     | Frankreich                     | Maryse Éwanjé-Épée        | 1,96 m | Colombes                   | 21. Juli 1985      | [ 17 ]                                                                    |
| Frankreich                     | Frankreich                     | Melanie Melfort           | 1,96 m | Castres                    | 11. August 2007    | [ 18 ]                                                                    |
| Französisch-Polynesien         | Franzosisch-Polynesien         | Danièle Guyonnet          | 1,86 m | Zofingen                   | 7. August 1977     | [ 19 ]                                                                    |
| Gabun                          | Gabun                          | Fernande Agnentchoue      | 1,75 m | Vichy                      | 28. Juli 1982      | [ 20 ]                                                                    |
| Gambia                         | Gambia                         | Mama Gassama              | 1,65 m | Banjul                     | 11. Mai 2001       | [ 21 ]                                                                    |
| Georgien                       | Georgien                       | Walentina Liaschenko      | 1,92 m | Berdytschiw                | 27. Juni 2015      | Walentina Liaschenko in der Datenbank von World Athletics (englisch)      |
| Ghana                          | Ghana                          | Rose Yeboah               | 1,97 m | Eugene                     | 8. Juni 2024       | Rose Yeboah in der Datenbank von World Athletics (englisch)               |
| Gibraltar                      | Gibraltar                      | Caroline Tante            | 1,42 m | Gibraltar                  | 20. Juli 1991      | [ 22 ]                                                                    |
| Grenada                        | Grenada                        | Ahshareah Enoe            | 1,88 m | Lawrence                   | 12. Januar 2024    | Ahshareah Enoe in der Datenbank von World Athletics (englisch)            |
| Griechenland                   | Griechenland                   | Niki Bakogianni           | 2,03 m | Atlanta                    | 3. August 1996     | Niki Bakogianni in der Datenbank von World Athletics (englisch)           |
| Guatemala                      | Guatemala                      | Ana Regina Quiñónez       | 1,79 m | Kingston                   | 19. Juli 1991      | Ana Regina Quiñónez in der Datenbank von World Athletics (englisch)       |
| Guinea                         | Guinea-a                       | Fatoumata Balley          | 1,88 m | Angers                     | 30. Juni 2024      | Fatoumata Balley in der Datenbank von World Athletics (englisch)          |
| Guinea-Bissau                  | Guinea-Bissau                  | Placida Mirolho           | 1,61 m | Abrantes                   | 21. Juni 2003      | [ 23 ]                                                                    |
| Guyana                         | Guyana                         | Najuma Fletcher           | 1,90 m | Göteborg                   | 11. August 1995    | [ 24 ]                                                                    |
| Haiti                          | Haiti                          | Linda Louissant           | 1,80 m | Coral Gables               | 16. April 2005     | [ 25 ]                                                                    |
| Honduras                       | Honduras                       | Yensi Colon               | 1,45 m | Managua                    | 17. September 2004 | [ 26 ]                                                                    |
| Hongkong                       | Hongkong                       | Yeung Man Wai             | 1,88 m | Taipeh                     | 30. April 2017     | Yeung Man Wai in der Datenbank von World Athletics (englisch)             |
| Indien                         | Indien                         | Sahana Kumari             | 1,92 m | Hyderabad                  | 23. Juni 2012      | Sahana Kumari in der Datenbank von World Athletics (englisch)             |
| Indonesien                     | Indonesien                     | Nadia Anggraini           | 1,79 m | Singapur                   | 28. April 2016     | [ 27 ]                                                                    |
| Irak                           | Irak                           | Maryam Abdulelah          | 1,82 m | Erbil                      | 5. Mai 2018        | [ 28 ]                                                                    |
| Iran                           | Iran                           | Sepideh Tavakoli          | 1,84 m | Teheran                    | 21. Mai 2018       | Sepideh Tavakoli in der Datenbank von World Athletics (englisch)          |
| Irland                         | Irland                         | Deirdre Ryan              | 1,95 m | Daegu                      | 1. September 2011  | Deirdre Ryan in der Datenbank von World Athletics (englisch)              |
| Island                         | Island                         | Disa Gísladóttir          | 1,88 m | Grimsby                    | 19. August 1990    | Disa Gísladóttir in der Datenbank von World Athletics (englisch)          |
| Israel                         | Israel                         | Danielle Frenkel          | 1,92 m | Barcelona                  | 30. Juli 2010      | Danielle Frenkel in der Datenbank von World Athletics (englisch)          |
| Israel                         | Israel                         | Ma'ayan Furman-Shahaf     | 1,92 m | Neurim                     | 9. August 2011     | Ma'ayan Furman-Shahaf in der Datenbank von World Athletics (englisch)     |
| Italien                        | Italien                        | Antonietta Di Martino     | 2,03 m | Mailand                    | 24. Juni 2007      | Antonietta Di Martino in der Datenbank von World Athletics (englisch)     |
| Jamaika                        | Jamaika                        | Lamara Distin             | 2,00 m | Fayetteville               | 25. Februar 2024   | Lamara Distin in der Datenbank von World Athletics (englisch)             |
| Japan                          | Japan                          | Miki Imai                 | 1,96 m | Yokohama                   | 15. September 2001 | Miki Imai in der Datenbank von World Athletics (englisch)                 |
| Jemen                          | Jemen                          | Bushra Nageeb             | 1,38 m | Sanaa                      | 13. Mai 2007       | [ 29 ]                                                                    |
| Jordanien                      | Jordanien                      | Souhad Hadad              | 1,73 m | Irbid                      | 26. August 1993    | [ 30 ]                                                                    |
| Kambodscha                     | Kambodscha                     |                           |        |                            |                    |                                                                           |
| Kamerun                        | Kamerun                        | Cécile N'Gambi            | 1,80 m | Moskau                     | 24. Juli 1980      | [ 31 ]                                                                    |
| Kamerun                        | Kamerun                        | Lolita Nack               | 1,80 m | Yaoundé                    | 14. Juni 1996      | [ 32 ]                                                                    |
| Kanada                         | Kanada                         | Debbie Brill              | 1,98 m | Rieti                      | 2. September 1984  | Debbie Brill in der Datenbank von World Athletics (englisch)              |
| Kap Verde                      | Kap Verde                      | Nair Varela               | 1,55 m | Abrantes                   | 21. Juni 2003      | [ 33 ]                                                                    |
| Kasachstan                     | Kasachstan                     | Nadeschda Dubowizkaja     | 2,00 m | Almaty                     | 8. Juni 2021       | Nadeschda Dubowizkaja in der Datenbank von World Athletics (englisch)     |
| Katar                          | Katar                          | Faiza Abdulnasser         | 1,45 m | Doha                       | 26. Februar 2010   | [ 34 ]                                                                    |
| Kenia                          | Kenia                          | Caroline Cherotich        | 1,75 m | Nairobi                    | 13. Mai 2014       | Caroline Cherotich in der Datenbank von World Athletics (englisch)        |
| Kenia                          | Kenia                          | Faith Jepkemboi Kipsang   | 1,75 m | Nairobi                    | 22. Juni 2023      | Faith Jepkemboi Kipsang in der Datenbank von World Athletics (englisch)   |
| Kenia                          | Kenia                          | Zeddy Jesire              | 1,75 m | Nairobi                    | 22. Juni 2023      | Zeddy Jesire in der Datenbank von World Athletics (englisch)              |
| Kirgisistan                    | Kirgisistan                    | Tatjana Jefimenko         | 1,97 m | Rom                        | 11. Juli 2003      | Tatjana Jefimenko in der Datenbank von World Athletics (englisch)         |
| Kiribati                       | Kiribati                       | Kimaia Dan Murdoch        | 1,50 m | Bairiki                    | 11. Mai 2005       | [ 35 ]                                                                    |
| Kolumbien                      | Kolumbien                      | María Fernanda Murillo    | 1,94 m | Medellín                   | 1. Mai 2019        | María Fernanda Murillo in der Datenbank von World Athletics (englisch)    |
| Komoren                        | Komoren                        | Nadia Mladjao             | 1,67 m | Dreux                      | 11. Juli 1998      | [ 36 ]                                                                    |
| Demokratische Republik Kongo   | Kongo Demokratische Republik   | Mimi Mwema                | 1,68 m | Wetzlar                    | 18. Mai 1985       | [ 37 ]                                                                    |
| Republik Kongo                 | Kongo Republik                 | Addo Ndala                | 1,70 m | Quimper                    | 16. Juni 1990      | [ 38 ]                                                                    |
| Nordkorea                      | Korea Nord                     | Kim Hyon-ok               | 1,85 m | Pjöngjang                  | 28. April 1999     | [ 39 ]                                                                    |
| Südkorea                       | Korea Sud                      | Kim Hee-sun               | 1,93 m | Seoul                      | 10. Juni 1990      | Kim Hee-sun in der Datenbank von World Athletics (englisch)               |
| Kosovo                         | Kosovo                         |                           |        |                            |                    |                                                                           |
| Kroatien                       | Kroatien                       | Blanka Vlašić             | 2,08 m | Zagreb                     | 31. August 2009    | Blanka Vlašić in der Datenbank von World Athletics (englisch)             |
| Kuba                           | Kuba                           | Silvia Costa              | 2,04 m | Barcelona                  | 9. September 1989  | Silvia Costa in der Datenbank von World Athletics (englisch)              |
| Kuwait                         | Kuwait                         | Sarah Nasser al-Sabea     | 1,53 m | Maskat                     | 15. März 2015      | Sarah Nasser al-Sabea in der Datenbank von World Athletics (englisch)     |
| Laos                           | Laos                           | Phommasane Khammone       | 1,58 m | Vientiane                  | 6. November 2000   | [ 40 ]                                                                    |
| Lesotho                        | Lesotho                        | Selloane Tsoaeli          | 1,79 m | Porto-Novo                 | 29. Juni 2012      | Selloane Tsoaeli in der Datenbank von World Athletics (englisch)          |
| Lettland                       | Lettland                       | Valentina Gotovska        | 1,97 m | Vilnius                    | 4. August 1990     | Valentina Gotovska in der Datenbank von World Athletics (englisch)        |
| Libanon                        | Libanon                        | Maysaa Mouawad            | 1,74 m | Jamhour                    | 12. Juni 2021      | Maysaa Mouawad in der Datenbank von World Athletics (englisch)            |
| Liberia                        | Liberia                        | Melvina Wulah             | 1,49 m | Monrovia                   | 1. Januar 1988     | [ 41 ]                                                                    |
| Libyen                         | Libyen                         | Afaf Al Jadi              | 1,45 m | Ripolis                    | 30. September 1991 | [ 42 ]                                                                    |
| Liechtenstein                  | Liechtenstein                  | Yvonne Hasler             | 1,79 m | Schaan                     | 10. Juni 1989      | [ 43 ]                                                                    |
| Litauen                        | Litauen                        | Airinė Palšytė            | 2,01 m | Belgrad                    | 4. März 2017       | Airinė Palšytė in der Datenbank von World Athletics (englisch)            |
| Luxemburg                      | Luxemburg                      | Elodie Tshilumba          | 1,85 m | Pierre-Bénite              | 9. Juni 2017       | Elodie Tshilumba in der Datenbank von World Athletics (englisch)          |
| Macau                          | Macau                          | Kit-Man Ng                | 1,62 m | Lissabon                   | 4. Mai 1997        | [ 44 ]                                                                    |
| Madagaskar                     | Madagaskar                     | Herilala Rakotoarimanana  | 1,65 m | Antananarivo               | 14. Juni 1992      | [ 45 ]                                                                    |
| Malawi                         | Malawi                         | Angelina Maluwa           | 1,47 m | Blantyre                   | 7. August 1988     | [ 46 ]                                                                    |
| Malaysia                       | Malaysia                       | Yap Sean Yee              | 1,83 m | Kuala Lumpur               | 24. August 2017    | Yap Sean Yee in der Datenbank von World Athletics (englisch)              |
| Malediven                      | Malediven                      | Rana Ahmed Sadiq          | 1,47 m | Malé                       | 1. Januar 1996     | [ 47 ]                                                                    |
| Mali                           | Mali                           | Yah Soucko Koita          | 1,69 m | Koumassi                   | 9. Juni 2000       | [ 48 ]                                                                    |
| Malta                          | Malta                          | Rachela Pace              | 1,61 m | Marsa                      | 5. Mai 2017        | Rachela Pace in der Datenbank von World Athletics (englisch)              |
| Malta                          | Malta                          | Chloé Gambin              | 1,61 m | Marsa                      | 11. Februar 2019   | Chloé Gambin in der Datenbank von World Athletics (englisch)              |
| Marokko                        | Marokko                        | Rhizlane Siba             | 1,86 m | Rabat                      | 2. Juni 2021       | Rhizlane Siba in der Datenbank von World Athletics (englisch)             |
| Marshallinseln                 | Marshallinseln                 |                           |        |                            |                    |                                                                           |
| Mauretanien                    | Mauretanien                    |                           |        |                            |                    |                                                                           |
| Mauritius                      | Mauritius                      | Arielle Brette            | 1,79 m | Réduit                     | 25. Juli 2004      | Arielle Brette in der Datenbank von World Athletics (englisch)            |
| Mazedonien                     | Nordmazedonien                 | Marina Mihajlova-Damceska | 1,74 m | Ljubljana                  | 30. Juni 1990      | [ 49 ]                                                                    |
| Mexiko                         | Mexiko                         | Romary Rifka              | 1,97 m | Xalapa                     | 4. April 2004      | Romary Rifka in der Datenbank von World Athletics (englisch)              |
| Mikronesien                    | Mikronesien Foderierte Staaten | Jessica Rablung           | 1,36 m | Yap                        | 23. Juli 2001      | [ 50 ]                                                                    |
| Republik Moldau                | Moldau Republik                | Olga Bolșova              | 1,97 m | Rieti                      | 5. September 1993  | Olga Bolșova in der Datenbank von World Athletics (englisch)              |
| Monaco                         | Monaco                         | Virginie Gollino          | 1,58 m | Nizza                      | 27. Mai 1995       | Virginie Gollino in der Datenbank von World Athletics (englisch)          |
| Mongolei                       | Mongolei                       | Damdinsuren Bolormaa      | 1,71 m | Ulaanbaatar                | 1. August 1992     | [ 51 ]                                                                    |
| Montenegro                     | Montenegro                     | Marija Vuković            | 1,97 m | Smederevo                  | 27. Juni 2021      | Marija Vuković in der Datenbank von World Athletics (englisch)            |
| Mosambik                       | Mosambik                       | Helena Relvas             | 1,60 m | Lissabon                   | 7. Juli 1973       | [ 52 ]                                                                    |
| Mosambik                       | Mosambik                       | Suzel Abreu               | 1,60 m | Maputo                     | 1. Juni 1974       | [ 53 ]                                                                    |
| Mosambik                       | Mosambik                       | Belmira Gune              | 1,60 m | Maputo                     | 27. Juli 2004      | [ 54 ]                                                                    |
| Myanmar                        | Myanmar                        | Khin Ohn                  | 1,77 m | Kuala Lumpur               | 24. August 1989    | [ 55 ]                                                                    |
| Namibia                        | Namibia                        | Orla Venter               | 1,82 m | Gaborone                   | 30. April 1993     | [ 56 ]                                                                    |
| Nauru                          | Nauru                          | Arrora De Paune           | 1,26 m | Yaren                      | 3. April 2007      | [ 57 ]                                                                    |
| Nepal                          | Nepal                          | Keshari Chaudhari         | 1,55 m | Kathmandu                  | 19. Januar 2009    | [ 58 ]                                                                    |
| Neuseeland                     | Neuseeland                     | Tania Murray-Dixon        | 1,92 m | Dunedin                    | 22. Januar 1991    | Tania Murray-Dixon in der Datenbank von World Athletics (englisch)        |
| Nicaragua                      | Nicaragua                      | Lilian Green              | 1,69 m | Managua                    | 19. Mai 1989       | [ 59 ]                                                                    |
| Niederlande                    | Niederlande                    | Britt Weerman             | 1,95 m | Ninove                     | 16. Juli 2022      | Britt Weerman in der Datenbank von World Athletics (englisch)             |
| Niger                          | Niger                          | Aichatou Goukoye          | 1,55 m | Bamako                     | 3. Mai 1980        | [ 60 ]                                                                    |
| Nigeria                        | Nigeria                        | Temitope Adeshina         | 1,97 m | Eugene                     | 8. Juni 2024       | Temitope Adeshina in der Datenbank von World Athletics (englisch)         |
| Norwegen                       | Norwegen                       | Hanne Haugland            | 2,01 m | Zürich                     | 13. August 1997    | Hanne Haugland in der Datenbank von World Athletics (englisch)            |
| Oman                           | Oman                           | Aliah Faik al-Mughairi    | 1,71 m | Oran                       | 1. Mai 2025        | Aliah Faik al-Mughairi in der Datenbank von World Athletics (englisch)    |
| Österreich                     | Osterreich                     | Sigrid Kirchmann          | 1,97 m | Stuttgart                  | 21. August 1993    | Sigrid Kirchmann in der Datenbank von World Athletics (englisch)          |
| Osttimor                       | Osttimor                       |                           |        |                            |                    |                                                                           |
| Pakistan                       | Pakistan                       | Rehana Kausar             | 1,69 m | Kathmandu                  | 27. September 1999 | Rehana Kausar in der Datenbank von World Athletics (englisch)             |
| Palästina                      | Palastina Autonomiegebiete     | Reem Hamayel              | 1,50 m | Gaza                       | 5. Mai 2005        | [ 61 ]                                                                    |
| Palau                          | Palau                          | Carissa Subris            | 1,55 m | Koror                      | 13. Juli 2001      | [ 62 ]                                                                    |
| Panama                         | Panama                         | Kashani Ríos              | 1,84 m | Managua                    | 16. Juni 2012      | Kashani Ríos in der Datenbank von World Athletics (englisch)              |
| Papua-Neuguinea                | Papua-Neuguinea                | Rellie Kaputin            | 1,77 m | Port Moresby               | 14. Juli 2015      | Rellie Kaputin in der Datenbank von World Athletics (englisch)            |
| Paraguay                       | Paraguay                       | Carolina Tovar            | 1,68 m | Lima                       | 23. November 1990  | Carolina Tovar in der Datenbank von World Athletics (englisch)            |
| Paraguay                       | Paraguay                       | Ana Camila Pirelli        | 1,68 m | Ottawa                     | 1. Juni 2013       | Ana Camila Pirelli in der Datenbank von World Athletics (englisch)        |
| Peru                           | Peru                           | Candy Toche               | 1,82 m | Cali                       | 22. Juni 2019      | Candy Toche in der Datenbank von World Athletics (englisch)               |
| Philippinen                    | Philippinen                    | Narcisa Atienza           | 1,81 m | Pasig City                 | 12. Oktober 2005   | [ 63 ]                                                                    |
| Polen                          | Polen                          | Kamila Lićwinko           | 2,02 m | Toruń                      | 21. Februar 2015   | Kamila Lićwinko in der Datenbank von World Athletics (englisch)           |
| Portugal                       | Portugal                       | Sónia Carvalho            | 1,88 m | Vila Real de Santo António | 3. Juni 2001       | Sónia Carvalho in der Datenbank von World Athletics (englisch)            |
| Puerto Rico                    | Puerto Rico                    | Laura Agront              | 1,83 m | Suan Juan                  | 2. Juni 1984       | [ 64 ]                                                                    |
| Puerto Rico                    | Puerto Rico                    | Alysbeth Félix            | 1,83 m | Cali                       | 25. Juni 2016      | Alysbeth Félix in der Datenbank von World Athletics (englisch)            |
| Ruanda                         | Ruanda                         | Immaculee Mukambuguje     | 1,40 m | Kigali                     | 30. Mai 1976       | [ 65 ]                                                                    |
| Rumänien                       | Rumänien                       | Monica Iagăr              | 2,02 m | Budapest                   | 6. Juni 1998       | Monica Iagăr in der Datenbank von World Athletics (englisch)              |
| Russland                       | Russland                       | Anna Tschitscherowa       | 2,07 m | Tscheboksary               | 22. Juni 2011      | Anna Tschitscherowa in der Datenbank von World Athletics (englisch)       |
| Salomonen                      | Salomonen                      | Roselyn Mason             | 1,45 m | Honiara                    | 1. Januar 1973     | [ 66 ]                                                                    |
| Salomonen                      | Salomonen                      | Agnetha V                 | 1,45 m | Honiara                    | 24. April 1995     | [ 67 ]                                                                    |
| Sambia                         | Sambia                         | Caromella Mumbi           | 1,70 m | Sansibar                   | 29. Mai 1976       | [ 68 ]                                                                    |
| Samoa                          | Samoa                          | Angela Pule               | 1,82 m | Brisbane                   | 31. August 1982    | [ 69 ]                                                                    |
| San Marino                     | San Marino                     | Giuseppina Grassi         | 1,76 m | San Marino                 | 2. Juni 1974       | Giuseppina Grassi in der Datenbank von World Athletics (englisch)         |
| São Tomé und Príncipe          | Sao Tome und Principe          | Naide Gomes               | 1,80 m | Logroño                    | 19. August 2000    |                                                                           |
| Saudi-Arabien                  | Saudi-Arabien                  |                           |        |                            |                    |                                                                           |
| Schweden                       | Schweden                       | Kajsa Bergqvist           | 2,08 m | Arnstadt                   | 4. Februar 2006    | Kajsa Bergqvist in der Datenbank von World Athletics (englisch)           |
| Schweiz                        | Schweiz                        | Salome Lang               | 1,97 m | Langenthal                 | 27. Juni 2021      | Salome Lang in der Datenbank von World Athletics (englisch)               |
| Senegal                        | Senegal                        | Constance Senghor         | 1,83 m | Dakar                      | 27. Mai 1984       | Constance Senghor in der Datenbank von World Athletics (englisch)         |
| Serbien                        | Serbien                        | Angelina Topić            | 1,98 m | Marrakesch                 | 19. Mai 2024       | Angelina Topić in der Datenbank von World Athletics (englisch)            |
| Seychellen                     | Seychellen                     | Lissa Labiche             | 1,92 m | Potchefstroom              | 9. Mai 2015        | Lissa Labiche in der Datenbank von World Athletics (englisch)             |
| Sierra Leone                   | Sierra Leone                   |                           |        |                            |                    |                                                                           |
| Simbabwe                       | Simbabwe                       | Caroline Dickson          | 1,77 m | Salisbury                  | 2. Mai 1977        | [ 70 ]                                                                    |
| Singapur                       | Singapur                       | Michelle Sng              | 1,86 m | Singapur                   | 30. Oktober 2021   | Michelle Sng in der Datenbank von World Athletics (englisch)              |
| Slowakei                       | Slowakei                       | Mária Melová              | 1,96 m | Bratislava                 | 12. Februar 1997   | Mária Melová in der Datenbank von World Athletics (englisch)              |
| Slowenien                      | Slowenien                      | Britta Bilač              | 2,00 m | Helsinki                   | 14. August 1994    | Britta Bilač in der Datenbank von World Athletics (englisch)              |
| Somalia                        | Somalia                        | Faduna Abdallah Hussein   | 1,65 m | Algier                     | 24. Juli 1978      | [ 71 ]                                                                    |
| Spanien                        | Spanien                        | Ruth Beitia               | 2,02 m | San Sebastián              | 4. August 2007     | Ruth Beitia in der Datenbank von World Athletics (englisch)               |
| Sri Lanka                      | Sri Lanka                      | Priyangika Maduwanthi     | 1,85 m | Kochi                      | 9. März 2008       | Priyangika Maduwanthi in der Datenbank von World Athletics (englisch)     |
| St. Kitts und Nevis            | Saint Kitts Nevis              | Bernice Morton            | 1,68 m | Sandy Point Town           | 30. April 1995     | [ 72 ]                                                                    |
| St. Kitts und Nevis            | Saint Kitts Nevis              | Natalie Cozier            | 1,68 m |                            | 1. Mai 1999        | [ 73 ]                                                                    |
| St. Lucia                      | Saint Lucia                    | Levern Spencer            | 1,98 m | Athens                     | 8. Mai 2010        | Levern Spencer in der Datenbank von World Athletics (englisch)            |
| St. Vincent und die Grenadinen | Saint Vincent Grenadinen       | Marvette Collis           | 1,73 m | San Diego                  | 14. Mai 1994       | [ 74 ]                                                                    |
| Südafrika                      | Sudafrika                      | Hestrie Cloete            | 2,06 m | Paris                      | 31. August 2003    | Hestrie Cloete in der Datenbank von World Athletics (englisch)            |
| Sudan                          | Sudan                          | Amal Altahir              | 1,68 m | Khartum                    | 8. September 1977  | [ 75 ]                                                                    |
| Südsudan                       | Sudsudan                       |                           |        |                            |                    |                                                                           |
| Suriname                       | Suriname                       | Deborah Galong            | 1,60 m | Willemstad                 | 10. März 2013      | [ 76 ]                                                                    |
| Syrien                         | Syrien                         | Ghada Shouaa              | 1,87 m | Götzis                     | 25. Mai 1996       | Ghada Shouaa in der Datenbank von World Athletics (englisch)              |
| Tadschikistan                  | Tadschikistan                  | Jelena Gorobez            | 1,91 m | St. Petersburg             | 11. Juli 1981      | [ 77 ]                                                                    |
| Tansania                       | Tansania                       | Adventina Matakyawa       | 1,70 m | Daressalam                 | 1. Januar 1980     | [ 78 ]                                                                    |
| Thailand                       | Thailand                       | Noengrothai Chaipetch     | 1,94 m | Vientiane                  | 14. Dezember 2009  | Noengrothai Chaipetch in der Datenbank von World Athletics (englisch)     |
| Togo                           | Togo                           | Sandrine Thiebaud-Kangni  | 1,57 m | Nairobi                    | 30. Juli 2010      | [ 79 ]                                                                    |
| Tonga                          | Tonga                          | Melesia Mafile'o          | 1,80 m | Nukuʻalofa                 | 1. April 2004      | [ 80 ]                                                                    |
| Trinidad und Tobago            | Trinidad und Tobago            | Tyra Gittens              | 1,95 m | College Station            | 13. Mai 2021       | Tyra Gittens in der Datenbank von World Athletics (englisch)              |
| Tschad                         | Tschad                         | Christine Koumnobegue Iye | 1,60 m | N’Djamena                  | 1. März 1991       | [ 81 ]                                                                    |
| Tschechien                     | Tschechien                     | Zuzana Hlavoňová          | 2,00 m | Prag                       | 5. Juni 2000       | Zuzana Hlavoňová in der Datenbank von World Athletics (englisch)          |
| Tunesien                       | Tunesien                       | Kawther Akremi            | 1,78 m | Casablanca                 | 16. Juli 1983      | [ 82 ]                                                                    |
| Türkei                         | Turkei                         | Burcu Yüksel              | 1,94 m | Ostrava                    | 16. Juli 2011      | Burcu Yüksel in der Datenbank von World Athletics (englisch)              |
| Turkmenistan                   | Turkmenistan                   | Arina Swetaschewa         | 1,80 m | Baku                       | 1. Januar 1986     | [ 83 ]                                                                    |
| Turks- und Caicosinseln        | Turksinseln und Caicosinseln   | Mary Lightbourne          | 1,58 m | Cockburn Town              | 28. Februar 1983   | [ 84 ]                                                                    |
| Tuvalu                         | Tuvalu                         |                           |        |                            |                    |                                                                           |
| Uganda                         | Uganda                         | Victoria Atim             | 1,71 m | Kampala                    | 8. Dezember 1973   | [ 85 ]                                                                    |
| Ukraine                        | Ukraine                        | Jaroslawa Mahutschich     | 2,10 m | Paris                      | 7. Juli 2024       | Jaroslawa Mahutschich in der Datenbank von World Athletics (englisch)     |
| Ungarn                         | Ungarn                         | Dóra Győrffy              | 2,00 m | Nyíregyháza                | 26. Juli 2001      | Dóra Győrffy in der Datenbank von World Athletics (englisch)              |
| Uruguay                        | Uruguay                        | Lorena Aires              | 1,83 m | Montevideo                 | 10. März 2018      | Lorena Aires in der Datenbank von World Athletics (englisch)              |
| Usbekistan                     | Usbekistan                     | Lyudmila Butuzova         | 1,98 m | Sotschi                    | 10. Juni 1984      | Lyudmila Butuzova in der Datenbank von World Athletics (englisch)         |
| Usbekistan                     | Usbekistan                     | Nadiya Dusanova           | 1,98 m | Taschkent                  | 17. Juli 2008      | [ 86 ]                                                                    |
| Usbekistan                     | Usbekistan                     | Svetlana Radzivil         | 1,98 m | Taschkent                  | 22. Mai 2008       | [ 87 ]                                                                    |
| Vanuatu                        | Vanuatu                        | Loain Pierrez             | 1,58 m | Suva                       | 6. September 1979  | [ 88 ]                                                                    |
| Venezuela                      | Venezuela                      | Marielys Rojas            | 1,90 m | Ponce                      | 29. März 2008      | Marielys Rojas in der Datenbank von World Athletics (englisch)            |
| Vereinigte Arabische Emirate   | Vereinigte Arabische Emirate   | Alia Yusuf Al-Hammadi     | 1,59 m | Maskat                     | 15. März 2015      | [ 89 ]                                                                    |
| Vereinigte Staaten             | Vereinigte Staaten             | Chaunté Lowe              | 2,05 m | Des Moines                 | 26. Juni 2010      | Chaunté Lowe in der Datenbank von World Athletics (englisch)              |
| Vereinigtes Königreich         | Vereinigtes Konigreich         | Katarina Johnson-Thompson | 1,98 m | Rio de Janeiro             | 12. August 2016    | Katarina Johnson-Thompson in der Datenbank von World Athletics (englisch) |
| Vietnam                        | Vietnam                        | Bùi Thị Nhung             | 1,94 m | Bangkok                    | 4. Mai 2005        | Bùi Thị Nhung in der Datenbank von World Athletics (englisch)             |
| Zentralafrikanische Republik   | Zentralafrikanische Republik   | Christiane Yamayele       | 1,65 m | Brazzaville                | 3. Juli 1972       | [ 90 ]                                                                    |
| Zypern                         | Zypern Republik                | Elena Kulichenko          | 1,97 m | Eugene                     | 8. Juni 2024       | Elena Kulichenko in der Datenbank von World Athletics (englisch)          |